# Shari Arison
Shari Arison (em hebraico:  שרי אריסון; nascida em 09 de setembro de 1957 é uma norte-americana nascida como israelense, empresária e filantropa, e Israel mulher mais ricas. Ela é proprietária da Arison Investments, que reúne diversas empresas, e da The Ted Arison Family Foundation, que reúne várias organizações filantrópicas que operam como suas subsidiárias. Foi controladora do Banco Hapoalim por 21 anos e, após a venda de algumas ações em novembro de 2018, deixou de ser a controladora do banco. Ela também foi proprietária da Shikun & Binui por 22 anos, vendida para o Grupo Saidoff em 6 de agosto de 2018.
Em 2007, de acordo com a Forbes, ela era a mulher mais rica do Oriente Médio e a única mulher a ser classificada entre as 20 pessoas mais ricas da região em 2007. Em julho de 2020, a Forbes estimou sua fortuna em US$ 3,8 bilhões, tornando-a a 590ª pessoa mais rica do mundo e a quarta mais rica em Israel.

## Biografia
Arison nasceu na cidade de Nova York, e é filha do empresário Ted Arison e Mina Arison Sapir. Ela tem um irmão mais velho, Micky. Em 1966, seus pais se divorciaram e ela se mudou para Israel para morar com sua mãe. Aos 12 anos, ela voltou aos Estados Unidos para morar com seu pai e cinco anos depois voltou a Israel para se alistar nas Forças de Defesa de Israel. Em 1999, o pai de Arison morreu e deixou para ela 35% de seus bens.
Em 2003, ela foi alvo de protestos depois que 900 trabalhadores foram demitidos do Banco Hapoalim.
Em março de 2009, Arison patrocinou o terceiro " Dia das Boas Ações " anual de Israel, no qual sua organização sem fins lucrativos, Ruach Tova, inspirou milhares de israelenses a se envolverem no voluntariado em todo o país. Como parte do evento, que aconteceu perto de Tel Aviv, uma orquestra de jovens palestinos se apresentou em um concerto de uma hora em homenagem aos sobreviventes do Holocausto. Eles tocaram melodias árabes clássicas e canções de paz, mas após o retorno do grupo a Jenin, as autoridades árabes locais condenaram a líder da orquestra por sua "exploração das crianças para fins políticos". O evento atraiu a atenção da mídia mundial. Após o concerto para celebrar o "Good Deeds Day", o maestro da orquestra foi expulso de sua cidade natal, Jenin.
Arison recebeu o prêmio Partners for Democracy da America–Israel Friendship League em 2010, por sua contribuição para a promoção das economias de Israel e dos Estados Unidos.

## Vida pessoal
Arison foi casado e divorciado três vezes. Seu primeiro marido foi José Antonio Sueiras, oficial de um dos navios de seu pai; eles tiveram três filhos. Seu segundo marido era o jogador de basquete Miki Dorsman; eles tiveram um filho. Seu terceiro marido foi Ofer Glazer.